# Jennifer Finnigan
Jennifer Finnigan, född 22 augusti 1979 i Montréal i Québec, är en kanadensisk skådespelerska. Hon har vunnit tre Daytime Emmy Awards för sin roll i Glamour.